# Julian Michalik
Julian Stanisław Michalik (ur. 9 października 1895 w Ptaszkowej, zm. 22 września 1982) – major dyplomowany piechoty Wojska Polskiego, działacz niepodległościowy.

## Życiorys
Urodził się 9 października 1895 w Ptaszkowej, w ówczesnym powiecie grybowskim Królestwa Galicji i Lodomerii, w rodzinie Michała i Stanisławy z Wąsowskich. Ukończył gimnazjum w Nowym Sączu i Akademię Górniczą w Leoben. W 1912 został członkiem Związku Filaretów i Związku Strzeleckiego.
W czasie I wojny światowej walczył w Legionach Polskich, a następnie w szeregach cesarskiej i królewskiej armii na froncie albańskim. 21 grudnia 1920 został zatwierdzony z dniem 1 kwietnia 1920 w stopniu porucznika, w piechocie, w grupie oficerów byłych Legionów Polskich.
1 czerwca 1921 pełnił służbę w Dowództwie 1 Dywizji Piechoty Legionów, a jego oddziałem macierzystym był 5 pułk piechoty Legionów. W tym samym roku został przydzielony do Wyższej Szkoły Wojennej w Warszawie, w charakterze słuchacza II Kursu Normalnego 1921–1923. 3 maja 1922 został zweryfikowany w stopniu kapitana ze starszeństwem z dniem 1 czerwca 1919 i 1199. lokatą w korpusie oficerów piechoty. Jego oddziałem macierzystym był 5 pułk piechoty Legionów. 1 października 1923, po ukończeniu kursu i otrzymaniu dyplomu naukowego oficera Sztabu Generalnego, został przydzielony do Dowództwa Okręgu Korpusu Nr III w Grodnie. W 1924 był szefem Oddziału Wyszkolenia Sztabu DOK III, pozostając oficerem nadetatowym 5 pułku piechoty Legionów w Wilnie. W 1925 w dalszym ciągu pełnił służbę w DOK III. W czerwcu 1927 został przydzielony z DOK VIII w Toruniu do 26 Dywizji Piechoty w Skierniewicach na stanowisko szefa sztabu. 23 grudnia 1927 został przeniesiony do kadry oficerów piechoty z pozostawieniem na dotychczas zajmowanym stanowisku. 23 grudnia 1929 otrzymał przeniesienie do 25 pułku piechoty w Piotrkowie. Na majora został awansowany ze starszeństwem z dniem 1 stycznia 1931 w korpusie oficerów piechoty. 26 marca 1931 został wyznaczony na stanowisko dowódcy III batalionu 25 pułku piechoty w Piotrkowie. W 1933 został przeniesiony do Dowództwa Obrony Wybrzeża Morskiego w Gdyni. Z dniem 31 stycznia 1935 został przeniesiony w stan nieczynny na okres dwóch lat, a później przeniesiony w stan spoczynku. Będąc w stanie nieczynnym został dyrektorem Zarządu Towarzystwa Budowy Osiedli SA w Gdyni. W latach 1934–1936 był organizatorem i prezesem Klubu Sportowego „Gdynia”. Przez trzy lata pełnił społecznie funkcję prezesa Związku Rezewistów w Gdyni i prezesa Podokręgu Morskiego tej organizacji.
31 sierpnia 1939 został powołany do służby czynnej i przydzielony do Kadry personalnej typ II nr 8 (zaszyfrowana nazwa części III Kwatery Głównej Armii „Poznań”). Był przewidziany na stanowisko oficera oddziału III sztabu armii. 16 września 1939 został przydzielony do 15 Dywizji Piechoty na stanowisko szefa sztabu (dublował pracę ppłk. dypl. Józefa Drotlewa). Wziął udział w obrona Warszawy. Od 29 września, z rozkazu dowódcy 15 DP, gen. bryg. Zdzisława Przyjałkowskiego pracował jako „osoba cywilna” w Komendzie Głównej Straży Obywatelskiej w Warszawie. Od 3 do 5 października, z polecenia Janusza Regulskiego, pracował oddziale transportowym niemieckiej Komendantury miasta Warszawy, w charakterze tłumacza. 6 października 1939 wyjechał samochodem z Warszawy i dwa dni później przekroczył granicę ze Słowacją w rejonie miasta Medzilaborce (przejście graniczne Radoszyce-Palota). Do 21 listopada 1939 przebywał nielegalnie w Bratysławie. 9 stycznia 1940 był już w Paryżu, a później pełnił służbę w Dowództwie Armii Polskiej na Wschodzie (Dowództwie Jednostek Wojska na Środkowym Wschodzie) na stanowisku szefa Oddziału Wyszkolenia.
Zmarł 22 września 1982 i został pochowany na cmentarzu Witomińskim w Gdyni (sektor 59, rząd 28, grób 22). W tym samym grobie została pochowana Alicja Michalak (1909–1982).
W 1929 ożenił się z Lubicą Sekulic.

## Ordery i odznaczenia
- Krzyż Niepodległości – 9 listopada 1931 „za pracę w dziele odzyskania niepodległości”[36][37][1][38]
- Krzyż Walecznych czterokrotnie[39]
- Srebrny Krzyż Zasługi – 10 listopada 1928[40][41]
- Medal Pamiątkowy za Wojnę 1918–1921[5]
- Medal Dziesięciolecia Odzyskanej Niepodległości[5]

10 września 1931 do Biura Kapituły Orderu Virtuti Militari wpłynął wniosek na odznaczenie kapitana Szt. Gen. Juliana Michalika Orderem Virtuti Militari, podpisany przez dowódcę 26 Dywizji Piechoty, gen. bryg. Mieczysława Mackiewicza, płk. Czesława Jarnuszkiewicza byłego dowódcę 6. kompanii 5 pp LP (objął kompanię po śmierci por. Włodzimierza Koniecznego) i ppłk. Stefana Broniowskiego byłego dowódcę plutonu w 5 pp LP. Wniosek został sporządzony w czasie, kiedy Julian Michalik pełnił obowiązki szefa sztabu 26 DP w Skierniewicach (ppłk Broniowski jako jedyny z wymienionych oficerów wpisał datę „3 listopada 1928”). Wniosek nie został uwzględniony.

## Wybrane prace
- Zburzenie Warszawy w 1939 r.. Tel-Aviv: nakładem autora, 1941. Brak numerów stron w książce